# Tuhrinszky Károly
Tuhrinszky Károly Gyula, néhol Thurinszky (Eperjes, 1857. augusztus 5. – Eperjes, 1904. május 18.) történelem és latin nyelv szakos gimnáziumi tanár, Eperjes város képviselőtestületének tagja.

## Élete
Szülei Tuhrinszky Sándor asztalos és Skurkovszky Karolina. Ugyanabban az évben született Eperjesen mint Szepesházy Imre (1857-1932) kormányfőtanácsos, országgyűlési képviselő, táblabíró és Fejérpataky László (1857-1923) történész, egyetemi tanár, akadémikus, könyvtáros és levéltáros. Testvérei Tuhrinszky Zsigmond és Miklós voltak.
Az eperjesi népiskolában tanult, majd 1877-ben az Eperjesi Gimnáziumban érettségizett Grabovitz Gergely (1822-1896) osztályában. 1878-tól a Budapesti Királyi Magyar Tudomány-Egyetem bölcsész hallgatója. A latin nyelv és irodalom, illetve a történelem lettek szaktantárgyai. A budapesti tanárvizsgáló bizottság előtt szerezte meg tanári diplomáját. A Berzeviczy- és Sztankay családoknál működött nevelőként.
1884-től önkéntes tanár. Lasztókay László (1840-1887) történelemtanár halála után helyettes tanár lett. 1887. július 18-tól az Eperjesi királyi katolikus főgimnáziumban tanított. A tanári könyvtár és a földrajzi tanszerek őre volt. Magyar, német és latin nyelvet, illetve történelmet tanított. 1890-ben véglegesítették rendes tanári minőségében. 1899-től éneklést is tanított a gimnáziumban. A gimnáziumi énekkar vezetésével hazafias dalokat adott elő. A gimnázium történelmi kirándulásait is vezette.
Egyben 1893-ban a városi tanács az eperjesi iparostanonc-iskola igazgatójává választotta, és a helyi népiskolák iskolaszékének rendes tagja. A helyi római katolikus egyháztanács tagja, s a helyi Széchenyi-kör könyvtárának őre volt. 1903 szeptemberében féléves betegszabadságra ment a budai hegyek szanatóriumába, melyet még 3 hónappal megtoldottak, majd 1904-ben súlyosbodott a betegsége és 1904. április 1-ével nyugdíjazták. Visszatért még a katedrára, de rövidesen elhunyt. Az eperjesi római katolikus temetőben nyugszik. Temetésén tanítványa Wick Béla főgimnáziumi hittanár méltatta érdemeit.
1888-ban Eperjesen feleségül vette néhai Valkovszky Mihály eperjesi tanár lányát Ilonát. Lányai Anna Mária (1892) és Viktória (Koronthály Zoltánné).
Az Eperjesi kir. kath. főgimnázium róm. kath. vallású, szegény tanulóit segítő egyesületének alapító tagja. Petrássevich Géza is megörökítette tárcájában tanárát.

## Művei
- 1888 Adatok Sárosvármagye történetéhez II. József korában. Eperjesi Kir. Katolikus Főgimnázium Értesítője 1887/88, 1-34.
- 1895 Tanulmányi kirándulás Bártfára, Bártfafürdőbe és Zboróra. Eperjesi Kir. Katolikus Főgimnázium Értesítője 1894/95.
- 1899 Sárosvár története. Eperjes. (Eperjesi Katolikus Főgimnázium Értesítője 1898, 1-61)
- 1900 Nagy-Sáros magyarsága a XVI. században. Felsővidék 1900/9.
- 1900 Eperjes eredetének mondái. Felsővidék 1900/17.